# طاق شیرین و فرهاد

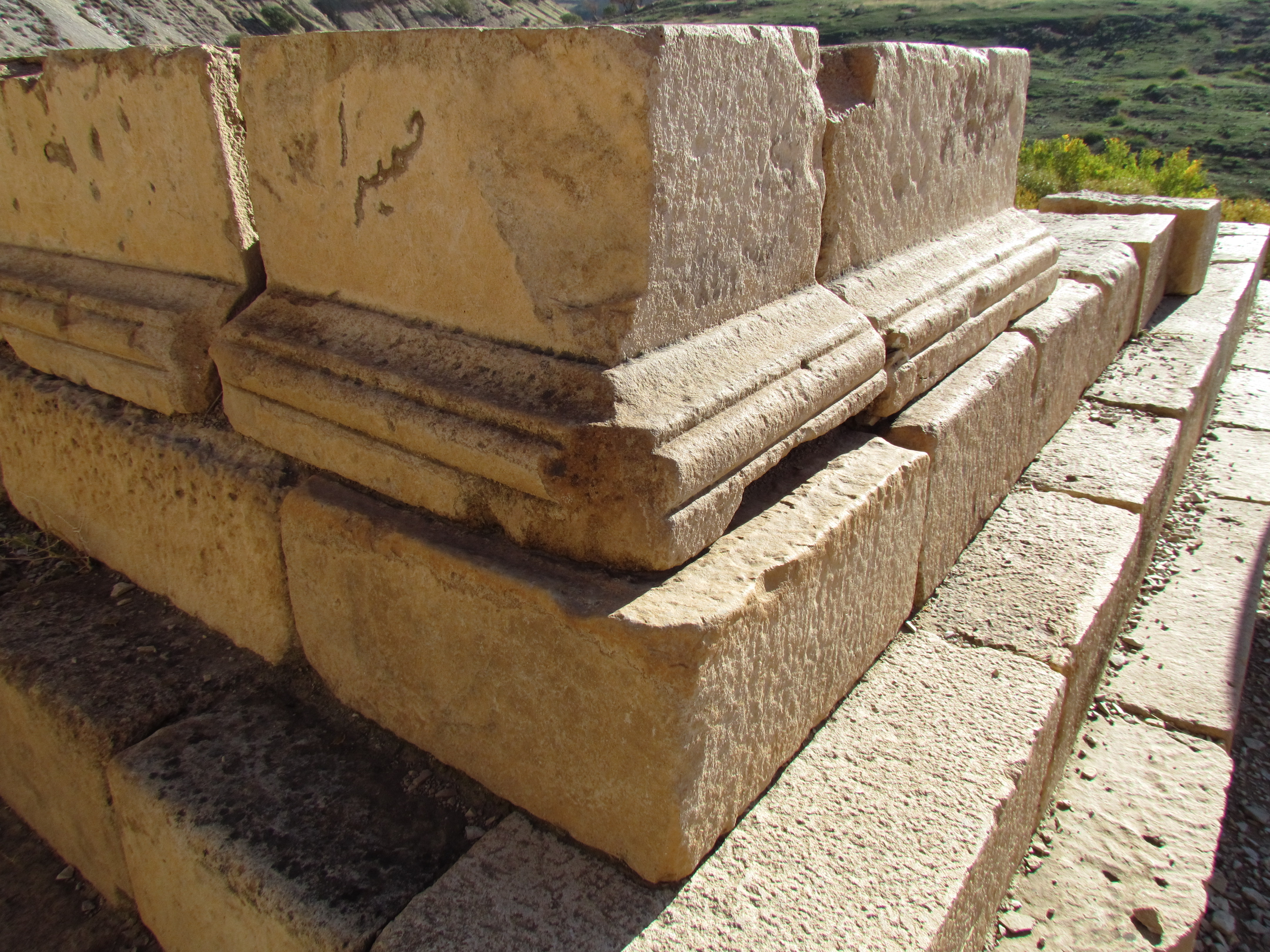

طاق شیرین و فرهاد ساختمانی باستانی مربوط به دوره ساسانیان است و در استان ایلام ،شهرستان ایوان، بخش زرنه، روستای چهل زرعی، تنگ کوشک واقع شده‌است. این اثر در تاریخ ۱۷ اسفند ۱۳۸۱ با شمارهٔ ثبت ۷۹۶۹ به‌عنوان یکی از آثار ملی ایران به ثبت رسید.

## پیشینه نام
بر پایه افسانه‌های محلی، ساختمان تاق را فرهاد در مدت نیم روز برای استراحت شبانه شیرین ساخت. به همین دلیل اکثر مردم محل به‌خصوص افراد مسن این بنا را طاق شیرین می‌خوانند.

## ویژگی‌های ساختمان تاق شیرین و فرهاد
این بنای تاریخی از نوع تاقهای سنگی است و رو به جنوب شرقی بر پا دامنه کوه قرار گرفته، و در طول سال‌های دراز به علت قرارگیری در مسیر فرسایش صخره‌های متلاشی شده در زیر تلنباری از خاک و شن مدفون گردیده بود. تاق شیرین در نخستین فصل مرمت بنا در سال ۱۳۷۹ طی برنامه‌ای پژوهشی و مرمتی از زیر خاک بیرون آورده شد.
اساس این بنا تاقی سنگی با پلانی مربع شکل است. تاق شیرین یک اتاقک نیمه زیرزمینی است به طول ۳۲۰ سانتیمتر و عرض ۲۹۰ سانتیمتر و ارتفاع ۲۲۰ سانتیمتر از کف طاق؛ که در سطح تحتانی دیوار شمالی آن دریچه‌ای با پوشش بدون دور (تخت) به ابعاد ۱۰۰ × ۱۴۵× ۶۴ سانتیمتر تعبیه شده‌است. ورودی بنا در بخش جنوب شرقی با پوشش بدون دور (تخت) و به ابعاد ۱۲۵ ×۱۳۰ ×۸۰ سانتیمتر است. شیوه ساخت تاق شیرین با دیگر بناهای هم عصرش متفاوت است، بدین صورت که ابتدا محل احداث بنا در شیب طبیعی کوهپایه انتخاب، سپس سطح شیب دار را رو به شرق برش داده و بیش از نیمی از بنا را در درون برش ایجاد شده ساخته‌اند. تنها بخش بیرونی بنا شامل سقف پلکانی و دو طرف درگاه دارای منظر بیرونی است. دیوارهای بنا در سه جهت شمال، جنوب و غرب محصور در برش احداث شدهٔ تپه است، به‌صورتی که بخش تراش خوردهٔ سنگ‌ها در نمای داخلی و بخش نتراشیده در برش دیواره قرار گرفته‌است. نوع تاق را تاق آهنگ یا گهواره‌ای می‌گویند که خاص دوران تاریخی ساسانیان است.

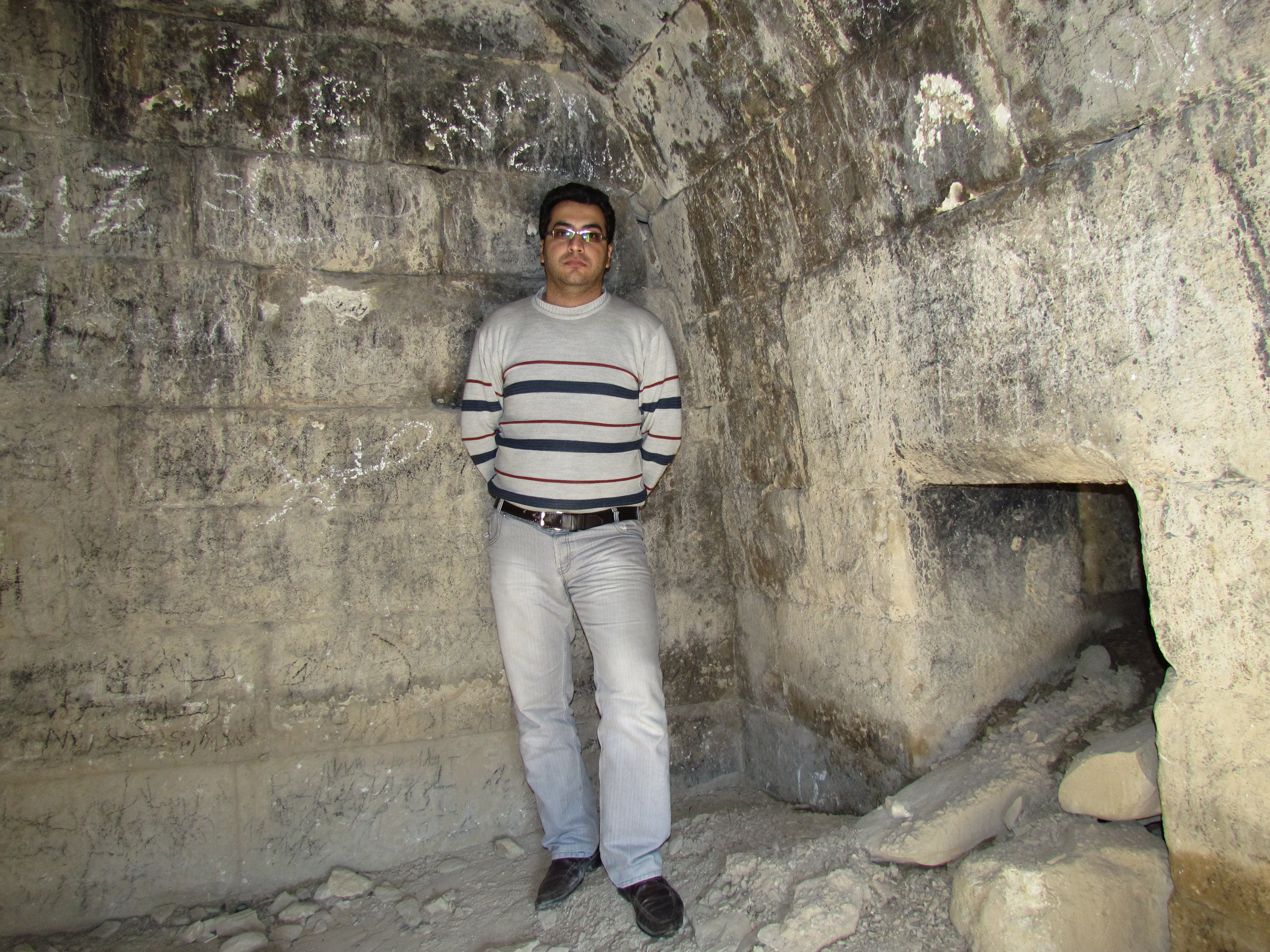

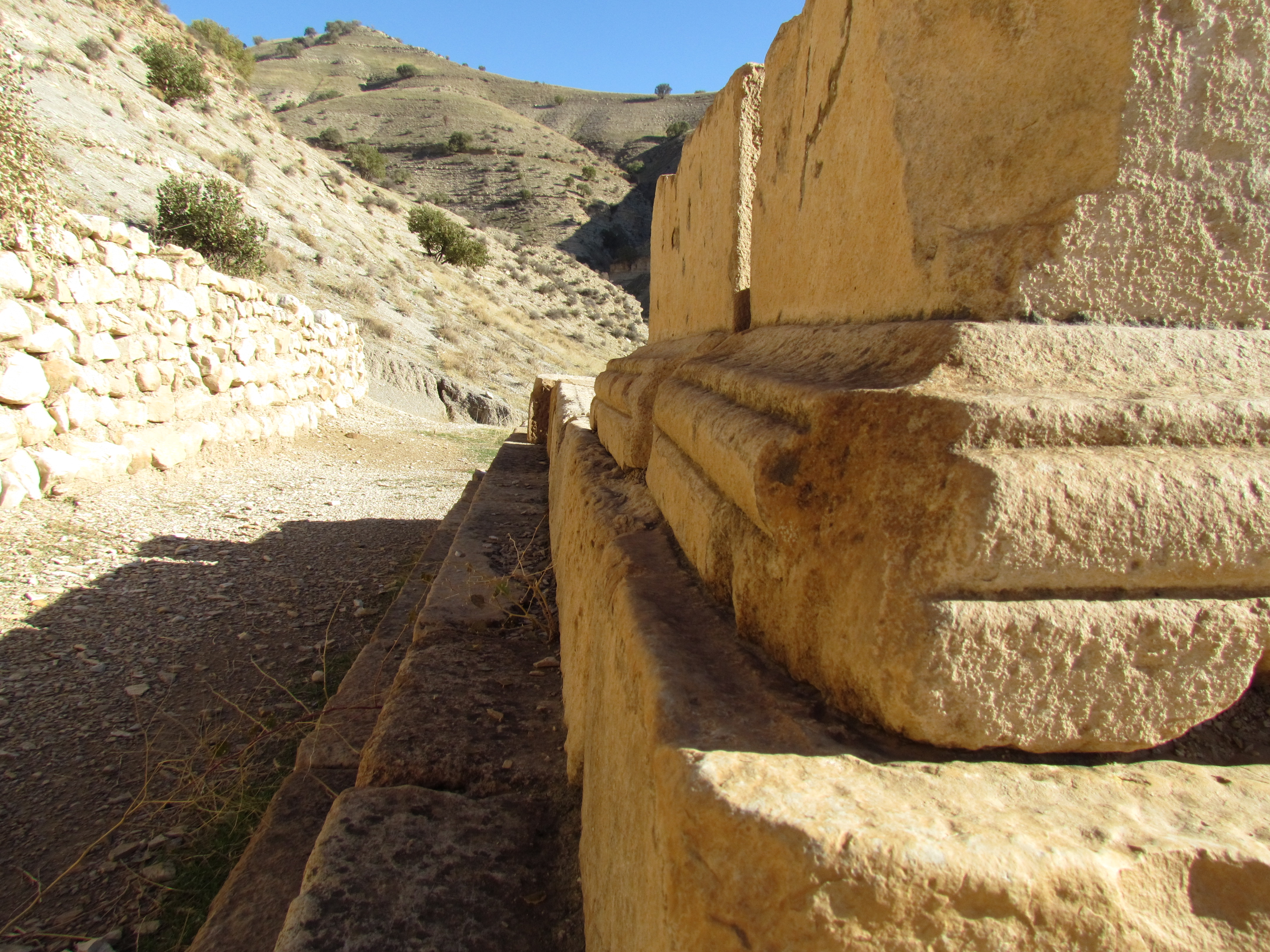

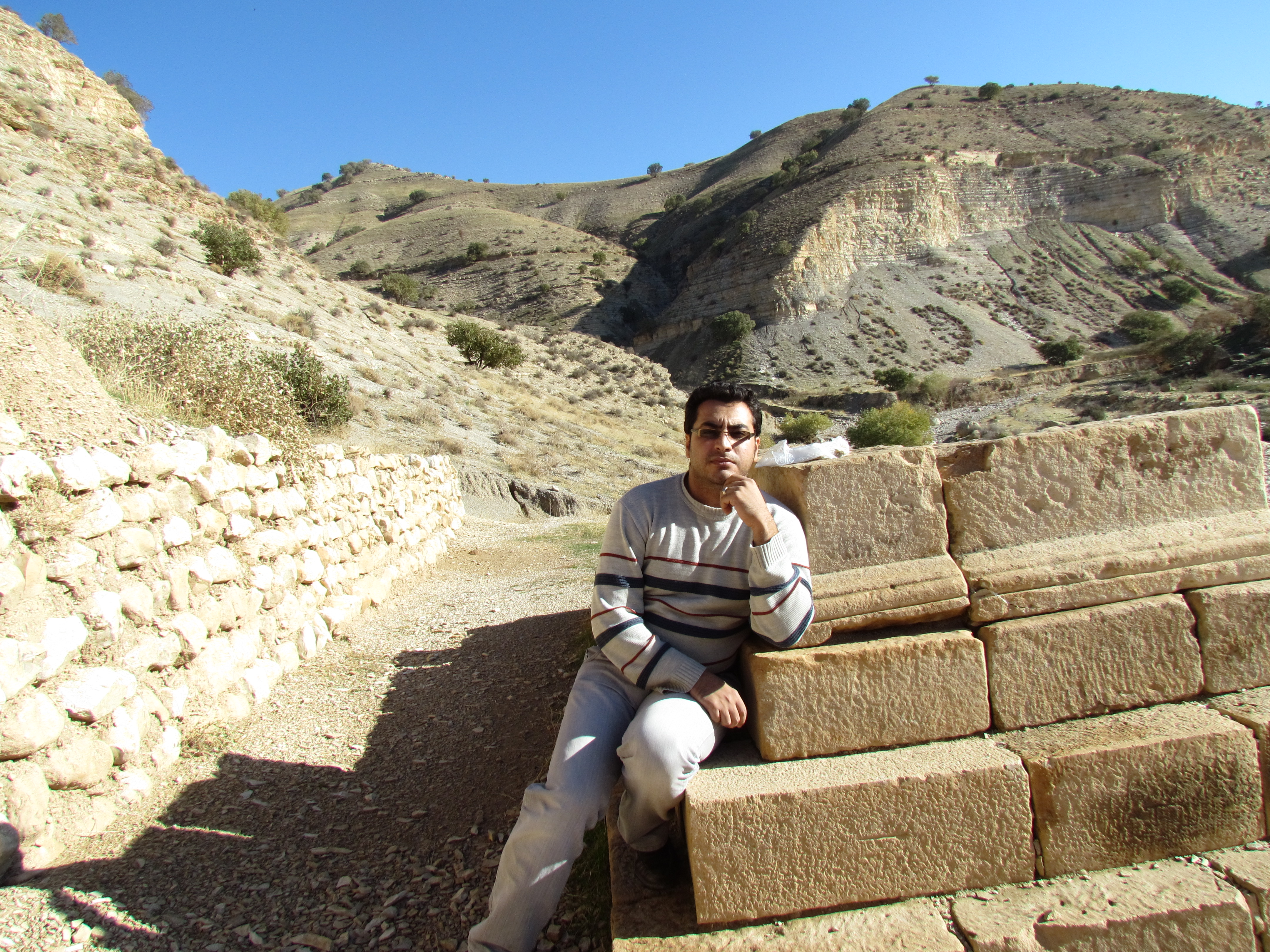

مصالح ساخت این بنا را تماماً سنگ‌های حجیم تراش‌خورده تشکیل داده که به صورت خشکه چین و بدون ملات و به صورت رج رج بر روی هم قرار گرفته‌اند. برش دادن تپه نیز بخاطر وضعیت ساخت بنا و جلوگیری از ریزش آن بوده‌است. سازندگان بنا پس از احداث دیوارها، با یک حرکت دقیق و محاسبه شدهٔ هندسی و معماری در ارتفاع ۱۱۰ سانتیمتر خیز تاق را شروع کرده، و پوشش بنا را با قرار دادن سنگهای تراش خورده به صورت عمود در کنار هم به صورت طاق گهواره‌ای یا آهنگ در ارتفاع ۲۲۰ سانتیمتر به وجود آورده‌اند. در بنا تاق مذکور، معماران با بکار بردن تنها ۱۷۵ قطعه سنگ‌تراش خورده، دیوارها و تاق گهواره‌ای را احداث نموده‌اند. سنگ‌های بکار رفته در بنا در هر رج، در ارتفاع یکسان و در یک خط تراش خورده‌اند. سنگ‌ها با طول‌های متفاوت بدون ملات، زبانه یا چفت و بند بر روی هم قرار گرفته‌اند. بزرگترین قطعه سنگ بکار رفته در این بنا، در سردر در ابعاد ۷۲ × ۵۵ ×۱۳۲ سانتیمتر و کوچکترین آن به ابعاد ۲۶ × ۲۴ سانتیمتر در دیواره بنا بکار رفته‌است. بنای تاق در فضای داخلی کاملاً یکنواخت، ساده و بدون هرگونه تزئینی است. در سطح داخلی بنا در حال حاضر کفی موجود نمی‌باشد؛ تنها بخش نعل درگاهی با پوششی از سنگ‌های تخت لاشه‌ای از جنس صخره‌های بالا دست بنا پوشیده شده‌است. برای کشف کف احتمالی بنا، گمانه‌ای درضلع شمال غربی سطح داخلی و در مجاورت دیوارهای شمال و غرب ایجاد گردید، اما اثری از کف بدست نیامد. براساس شواهد موجود، احتمالاً کف بنا را چون نعل درگاهی از سنگ‌های لاشه‌ای تخت کف‌سازی نموده بوده‌اند. کف کنونی بنا شامل شن و خاک به صورت فشرده و کوبیده شده‌است.
آنچه که شیوهٔ معماری تاق شیرین را منحصر به فرد نموده، طراحی پشت بام تاق به صورت مسطح و یکنواخت به جای فرم هلالی است. پشت بام پلکانی بنا پیش از خاکبرداری، در زیر لایه‌هایی از خاک و شن مدفون بود. پس از خاکبرداری و پاکسازی این قسمت، بخشی کوچک ولی در عین حال با اهمیت شامل سه قطعه سنگ در دو ردیف (سنگ‌های رج اول و دوم پشت بام) بدست آمد. با الگو گرفتن از این بخش و بررسی دقیق سنگ‌های جمع‌آوری شده در حین خاکبرداری، دیگر بخش‌های پشت بام بازخوانی و احیاء گردید. با بازخوانی و احیاء پشت بام بنا مشخص شد که دور تا دور پشت بام بنا، یک مربع کامل در حاشیه تاق گهواره‌ای به ابعاد ۵۳۰ × ۵۳۰ سانتیمتر و در ارتفاع ۱۸۰ سانتیمتر ساخته شده، به صورتی که پوشش پلکانی شامل چهار پله بر روی هم قرار گرفته‌اند.
در ردیف دوم و سوم پلکان، سنگ‌ها نسبت به ردیف زیرین ۱۹ تا ۲۰ سانتیمتر به طرف داخل عقب‌نشینی دارند. این فاصله در هر دو ردیف با قلم شانه‌ای در یک خط افقی به صورت سرتاسری ایجاد شده‌است. در ردیف چهارم که آخرین ردیف است، ضمن رعایت همه موارد مذکور از سنگ‌های بزرگتری استفاده شده‌است، با این تفاوت که عقب‌نشینی این ردیف از سنگ‌ها تنها ۵ سانتیمتر است. علاوه بر این، سنگ‌های ردیف آخر دارای آب پرهای حجاری شده، پردازش شده و صیقل داده‌شده‌است. در سطح فوقانی این ردیف از سنگها، آثار بستهایی فلزی از نوع دم چلچله‌ای دیده می‌شود که با هدف تثبیت سنگ‌ها و استحکام پشت بام بنا تعبیه شده بوده‌است.
در بخش غربی پشت بام به فاصلهٔ ۱۵۰ سانتیمتر از پلکان ردیف اول و در مجاورت برش ایجاد شده در تپه، برای پیشگیری از ریزش دیوارهٔ برش تپه، فرسایش خاک، و مدفون شدن ساختمان، دیواری به طول ۸ متر و ارتفاع ۱۵۰ سانتیمتر در جهت شمال به جنوب با استفاده از قلوه سنگ رودخانه‌ای و ملات شفته احداث گردیده‌است. این دیواره نیز در بخش‌هایی آسیب دیده بود که بازسازی و مرمت گردید.

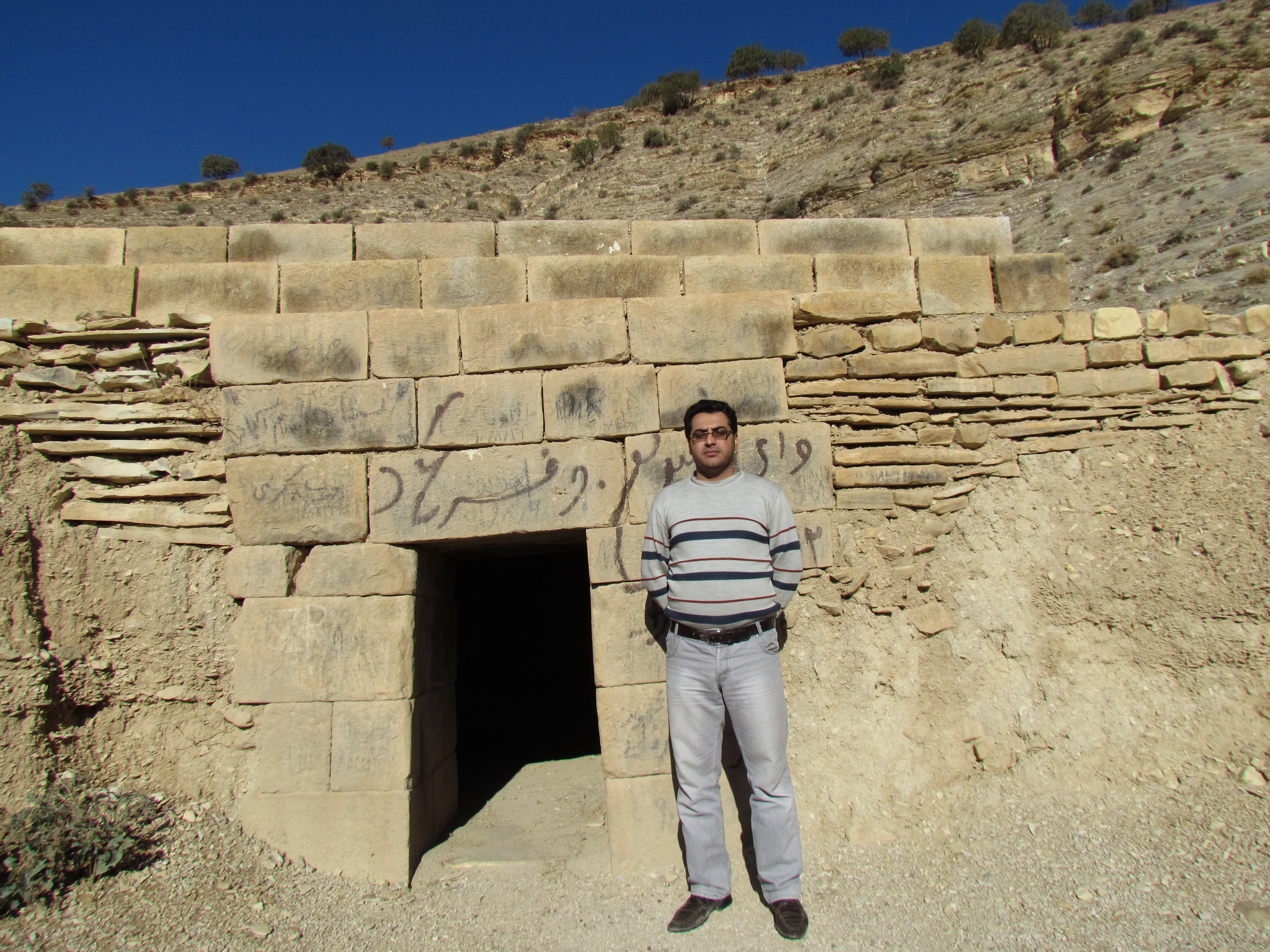

## موقعیت تاق شیرین
تاق شیرین در پای دامنهٔ شرقی ارتفاعات صخره‌ای از نوع سنگ‌های لاشه‌ای قرار گرفته‌است و به علت قرارگیری در مسیر فرسایش صخره‌های متلاشی شده، مدام در معرض مدفون شدن قرار داشته‌است. این اثر تاریخی در محدوده منابع طبیعی و در منطقه گرمسیری شهرستان ایوان قرار دارد